# SILC Client
SILC Client est un logiciel libre de discussion par Internet utilisant le protocole Secure internet live conferencing (SILC). Développé à partir du logiciel client IRC Irssi, il est distribué selon les termes de la Licence publique générale GNU (GPL).